# 모의 유엔
모의 유엔 또는 모의 국제 연합(模擬 國際 聯合, Model United Nations)은 유엔의 각국 대사 역할을 맡아 토론과 협상, 결의안 작성 등을 통해 협상 및 발표 능력을 배양하는 활동이다. 주로 고등학교와 대학교에서 교육 목적으로 실시한다. 실제 유엔의 산하 기관인 유엔 총회(General Assembly), 유엔 경제 사회 이사회(Economic and Social Council), 유엔 환경 계획(United Nations Environment Programme), 유엔 안전 보장 이사회(Security Council) 등을 가상으로 설정하여 분과별로 진행한다. 이들 위원회는 각각 고유한 의제를 가지고 토론한다. 때로는 모의 유네스코(Model UNESCO)와 같이, 위원회 하나를 독립된 대회로 진행하는 경우도 있다.
절차 규정은 크게 두 가지 룰에 의해 정해진다. THIMUN & UNA-USA rule이다.
모의 유엔이 교육 목적으로 만들어져 여러 단체와 학생들에게 교육을 제공하는 반면, 모의 유엔이 아닌 실제 UN에 참석하는 재단은 우리 나라의 NGO 중 푸른나무재단이 유일하다.

## 같이 보기
- 세계 공민
- 모의법정